# Josephskreuz
Josephskreuz je rozhledna ve tvaru dvojitého kříže, která stojí na vrcholu 580 m vysokého kopce Großer Auerberg blízko Stollbergu v pohoří Harz. Ocelová konstrukce vysoká 38 m o hmotnosti 125 tun byla postavena mezi 20. dubnem a 9. srpnem 1896.